# INTERACTIVE Systems Corporation
Interactive Systems Corporation (ISC) je softwarová společnost založená roku 1977 ve městě Santa Monica v Kalifornii. Jedná se o prvního obchodníka s operačním systémem Unix, mimo AT&T. Společnost byla založena Peterem G. Weinerem, který působil jako výzkumník ve společnosti RAND. Weinera později doplnil ještě Heinz Lycklama, autor Unixového portu Verze 6, který implementoval na počítač LSI-11.
ISC později v roce 1988 převzala společnost Eastman Kodak, která prodala veškerá aktiva spojená s operačním systémem ISC Unix společnosti Sun Microsystems a to 26. září 1991. V roce 1993 Kodak prodala zbylé části ISC společnosti SHL Systemhouse Inc.

## Produkty
Nabídka produktů firmy ISC v roce 1977 činila IS/1, což byl Unix Verze 6 a jednalo se o verzi rozšířenou a upravenou pro kancelářskou automatizaci, běžící na PDP-11. IS/3 and IS/5 byly rozšířené verze Unixu System III a System V pro PDP-11 a VAX. ISC Unixové porty pro IBM PC obsahovaly variantu Systemu III, vyvinutou na základě kontraktu s IBM, byly známé jako PC/IX (Personal COmputer Interactive eXecutive, také známé jako PC-IX). Pozdější verze byly označené jako 386/IX a konečně Interactive Unix System V/386 (založen na Systemu V, verze 3.2).
ISC se také podílela na vývoji VM/IX (Unix jako hostitelský OS v VM/CMS) a také IX/370 (nativní Unix na Systemu/370). Dalším produktem, který vyvinuli inženýři v ISC byl AIX (Advanced Interactive Executive) pro IBM 6150 RT, opět pod kontraktem IBM.